# 비길리우스 에릭센
비길리우스 에릭센(덴마크어: Vigilius Eriksen, 1722년 9월 2일 ~ 1782년 5월 25일)은 덴마크의 화가이다.

## 생애
코펜하겐 출신이며 독일 태생의 덴마크의 화가인 요한 살로몬 발(Johann Salomon Wahl)로부터 교육을 받았다. 1755년에는 덴마크 왕립 미술 아카데미로부터 미술 부문 금메달을 받았지만 거절당했다.
1757년부터 1772년부터 러시아 제국의 상트페테르부르크에서 황실 전속 화가로 근무하면서 예카테리나 2세 황제를 포함한 러시아 제국의 황족들을 소재로 한 초상화를 제작했다. 덴마크로 귀환한 이후에는 왕실 전속 화가로 근무하면서 크리스티안 6세 국왕을 포함한 덴마크의 왕족들을 소재로 한 그림을 제작했다.